# Белойт (Висконсин)
Белойт (англ. Beloit) — город в округе Рок штата Висконсин (США). Неофициально известен как «Ворота в Висконсин» (англ. Gateway To Wisconsin). По итогам переписи 2010 года в городе проживало 36 966 человек.

## История
В октябре 1836 года двенадцать жителей Колбрука, Нью-Гэмпшир, создали «Эмигрирующую компанию Новой Англии» (англ. New England Emigrating Company) и отправили доктора Хораса Уайта, чтобы найти подходящую землю в Висконсине, на которой можно было обосноваться. Выбор доктора пал на землю в районе реки Тертл-Крик, которую он и купил. В это же время, шесть семей из Бедфорда, Нью-Гэмпшир, прибыли и поселились поблизости, облюбовав долину Рок-ривер, по их мнению похожей на Новую Англию, что заставляло их чувствовать себя как дома. В 1838 году на месте будущего города Белойт была построена деревня, распланированная по примеру поселений Новой Англии.
Белойт изначально, в 1837 году, своим основателем Калебом Блоджеттом был назван Нью-Олбани, в честь города Олбани из Вермонта. Название было изменено на Белойт в 1838 году. Имя Белойт было придумано, чтобы напоминать Детройт.
Белойт претендует на то чтобы быть родиной таких изобретений, как спидометр, Korn Kurls и узловязальная машина Джона Фрэнсиса Эпплби. Считается, что именно с Korn Kurls, которые напоминают Cheetos, началась индустрия снэков.
По большей части развитие Белойта идёт с восточной стороны, где проходят Interstate 39/Interstate 90 и Interstate 43, где на присоединённой к городу сельской земле создан индустриальный парк, а также в центре города, расположенном вдоль реки Рок-ривер.

## География
Согласно данным Бюро переписи населения США, город занимает общую площадь в 17,70 квадратных миль (45,84 км²), из которых 17,37 квадратных мили (44 99 км²) занимает суша и 0,33 квадратных мили (0,85 км²) — водные объекты.
Город расположен рядом с тауном Белойт (Висконсин), Тертлом (Висконсин) и муниципалитетом штата Иллинойс Саут-Белойт.

## Транспорт
Белойт обслуживали железные дороги Chicago, Milwaukee, St. Paul and Pacific Railroad, более известная как Милуоки-роуд (англ. Milwaukee Road), и Chicago and North Western Transportation Company (C&NW). В 1980 году Milwaukee Road, после банкротства, превратилась в Southwestern Line. Union Pacific Railroad, поглотившая C&NW, сегодня работает в Белойте, обеспечивая железнодорожное сообщение с заводом двигателей Фэрбенкс-Морзе. Также в Белойте работает Канадская тихоокеанская железная дорога. Ранее в городе также была электрическая междугородная железная дорога.
Через восточную часть города проходят Interstate 39/Interstate 90 и Interstate 43.

## Исторические здания
- Насосная станция XIX века (водонапорная башня 1835 года была снесена в 1935 году).
- Зал науки имени Пирсонса (англ. Pearsons Hall of Science), бывший здание научного центра Белойт-колледжа, назван в честь доктора Д. К. Пирсонса, квакера из Иллинойса, пожертвовавшего $100 000 на развитие колледжа. Проект был разработан архитектурной фирмой Burnham and Root. Включён в Национальный реестр исторических мест США в 1980 году[12].
- Фэрбенкс Флэтс (общежитие рабочих компании Fairbanks-Morse, построено в 1917 году для размещения афроамериканцев, переезжающих из южных штатов в поисках работы и безопасности). Включён в Национальный реестр исторических мест США в 1983 году[13].
- Даунтаун Белойта (англ. Downtown Beloit) и набережная — исторический экономический, культурный и социальный центр сообщества. Расположен к северу от слияния Рок-Ривер и Тертл-Крик, состоит из ядра исторических зданий и офиса Ironworks и промышленного кампуса. Система парков набережной Белойта, в первую очередь, парк Риверсайд, простирается к северу от центра города вдоль восточного берега к городу Белойт. Даунтаун Белойта является одним из двух первых членов ассоциации Wisconsin Main Street[14].

## Демография

### Перепись 2010 года
По итогам переписи 2010 года в Белойте насчитывалось 36 966 жителей, 13 781 домохозяйство и 8 867 семей. Плотность населения была 821,7 человека на км². Было 15 177 единиц жилья при средней плотности 337,3 на км². 68,9 % населения Белойта составляли белые, 15,1 % афроамериканцы, 0,4 % индейцы, 1, 1 % азиаты, 10,0 % другие расы и 4,4 % смешанное население. Латиноамериканцы белой и чёрной расы составляли 17,1 % населения.
Из 13 781 домохозяйств, 36,5 % имели детей в возрасте до 18 лет, проживающих с ними, 39,6 % — супружеские пары, живущие вместе, 18,3 % — мать-одиночка без мужа, 6,4 % мужчина-домохозяин без жены, а 35,7 % не имели семьи. 29,4 % всех домохозяйств состояли из отдельных лиц, из них 11,2 % были одинокие люди в возрасте 65 лет и старше. Средний размер домохозяйства составил 2,57 человека, а средний размер семьи — 3,16.
Средний возраст жителей города составлял 33,1 года. 27,1 % жителей были моложе 18 лет; 12,1 % были в возрасте от 18 до 24 лет; 25,7 % — от 25 до 44; 23,1 % — от 45 до 64; 12 % составляли горожане 65 лет и старше. Гендерный состав города составлял 47,9 % мужчин и 52,1 % женщин.

## Власть
В Сенате США Белойт представляют Рон Джонсон (Республиканская партия) и Тэмми Болдуин (Демократическая партия), в Палате представителей США — Марк Покан (Демократическая партия), в Сенате штата Висконсин — Дженис Рингенд (Демократическая партия) и Стивен Насс (Республиканская партия), в Ассамблее штата Висконсин город представляют Эми Лоуденбек (Республиканская партия) и Марк Спрейтзер (Демократическая партия).
Белойтом управляют городской совет из семи членов и выбираемый им сити-менеджер. Членов городского совета выбирают на два года, в том числе, четыре члена избираются в чётные годы и трое по нечётным. Выборы в городской совет проводятся ежегодно в апреле. Городской совет устанавливает политику для всего города, которую проводит в жизнь сити-менеджер. Текущим сити-менеджер города Лори Кёртис Лютер был назначен 1 июня 2015 года.

## Экономика
Основные предприятия города:
- ABC Supply Co., Inc.[19]
- Acculynx
- Beloit Daily News[20]
- Bio-Systems International
- Broaster Company[21]
- Chicago Fittings
- Comply365
- Fairbanks-Morse
- FatWallet
- Frito Lay
- Genecor International Wisconsin, Inc. (дивизион DuPont)
- Hormel
- Kerry Ingredients & Flavours Americas (дивизион Kerry Group)
- Kettle Foods
- Metso
- Murmac Paint Manufacturing, Inc.
- NorthStar Medical Radioisotopes
- Patch Products
- Pratt Industries
- Regal Beloit[22]
- Staples, Inc. Online Fulfillment Center

Полужирным шрифтом выделены компании, чья штаб-квартира расположена в Белойте.
Даунтаун Белойта представляет из себя плотный кластер из небольших магазинов и бутиков. Этот район целенаправленно развивают для привлечения инвестиций и обновления с 1990-х годов. После 2000 года в центре города началось строительство высококлассных кондоминиумов и отелей, среди которых Hilton Apartments (2001), Beloit Inn (теперь Ironworks Hotel) (2003), Heritage View (2005) и Phoenix Project (2013).
С 1990-х по 2011 год в развитие центре Белойта было вложено более $75 млн прямых государственных и частных инвестиций. В 2011 году Белойт был победителем конкурса Great American Main Street Award. В 2012 году Белойт занял 17-е место в списке путешествий и досуга America’s Greatest Mainstreets.

## Образование

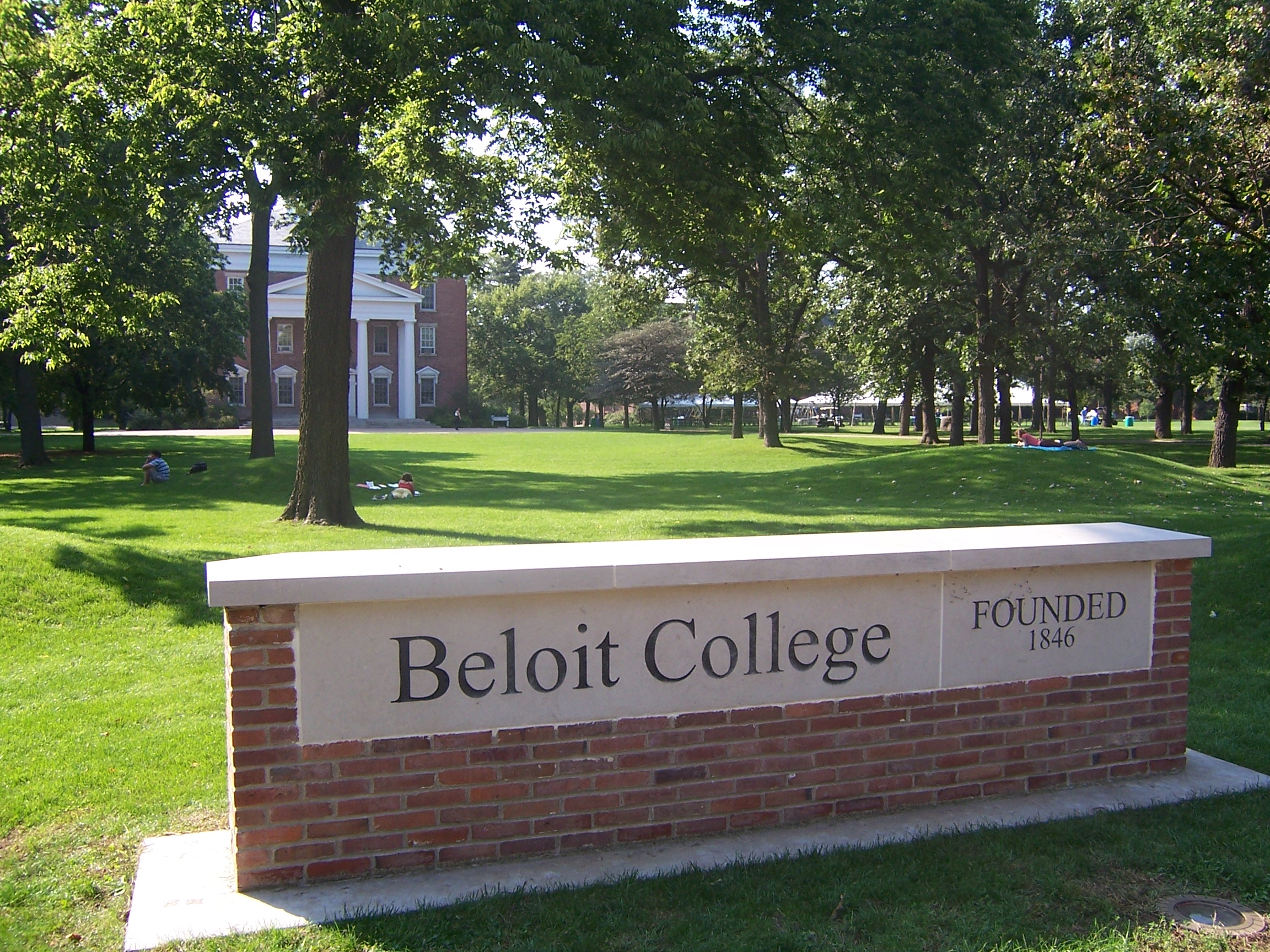
Вход в Beloit College

Школьный округ Белойт включает шесть начальных школ, четыре средние и одну среднюю школу с альтернативными программами, в которых обучается более 7 400 учащихся. В частности, в городе действуют государственная средняя школа Beloit Memorial High School и Roy Chapman Andrews Academy, чья программа основана на проектах так называемых чартерных школ.
В городе действуют Белойт-колледж, частный гуманитарный колледж с базовым образованием, насчитывающий около 1300 студентов, двухгодичный Технический колледж Blackhawk, общественная техническая школа, Белойтский центр Университета Конкордия. Центр предлагает курсы для работающих взрослых, заинтересованных в получении степени бакалавра.
В Белойте есть публичная библиотека, которая является частью Библиотечной системы Arrowhead (англ. Arrowhead Library System, ALS).

## Культура
В городе действует ряд культурных объектов и организаций, среди которых городская публичная библиотека, Музей ангела (англ. Angel Museum, 6 000 статуэток ангелов, расположенный в знаменитой католической церкви Святого Павла, которую музей спас от сноса и за которую город взимает годовую арендную плату в размере $ 1), общественный театр Beloit Civic Theatre, музей искусств Райта (англ. Wright Museum of Art), антропологический музей Логана (англ. Logan Museum of Anthropology), историческое общество Белойта (англ. Beloit Historical Society), филармоническое общество Рок-Ривер (англ. Rock River Philharmonic), камерный оркестр Тёртл-Крик (англ. Turtle Creek Chamber Orchestra), Beloit Fine Arts Incubator.
В Белойте проводятся ряд фестивалей, в том числе, международный кинофестиваль, Зимний фестиваль, Beloit Heritage Days, Beloit Autorama и Music at Harry’s Place.

## Спорт
В Белойте выступает профессиональная команда Beloit Snappers из младшей бейсбольной лиги Midwest League. Snappers являются частью Oakland Athletics organization.

## Признание
- Белойт — единственный город в округе Рок, который был назван All-America City[31].
- В 2014 году Белойт был включён в список 20 лучших американских главных улиц Travel + Leisure’s[32].
- Milken Institute включил в 2015 году агломерацию Джейнсвилл-Белойт в Best-Performing Cities Index под № 12 за создание и сохранение рабочих мест и экономический рост.
- В 2017 году National Main Street Center назвал Главную улицу Белойта в число пяти «Самых романтических» главных улиц США[33].

## Известные жители
- Джонатан Харр (род. в 1948) — американский писатель.
- Рой Чепмен Эндрюс (1884—1960) — американский путешественник и натуралист, профессор, президент Американского музея естественной истории.
- Томас Краудер Чемберлин[англ.] (1843—1928) — американский геолог и преподаватель, основатель и редактор Journal of Geology.
- Бетти Эверетт (1939—2001) — американская певица.
- Уильям Генри «Билл» Хэнзлик (род. в 1957) — бывший американский профессиональный баскетболист и тренер.
- Кеннет Хендрикс (1941—2007) — американский бизнесмен, миллиардер, основатель и руководитель компании ABC Supply.
- Юджин Ли[англ.] (род. в 1937) — американский театральный дизайнер, член Американского театрального Зала славы[англ.], лауреат премий «Тони» и «Драма Деск».
- Даника Сью Патрик (род. в 1982) — американская автогонщица.
- Робин Зандер[англ.] (род. в 1957) — ведущий певец и ритм-гитарист американской рок-группы Cheap Trick.

## Галерея

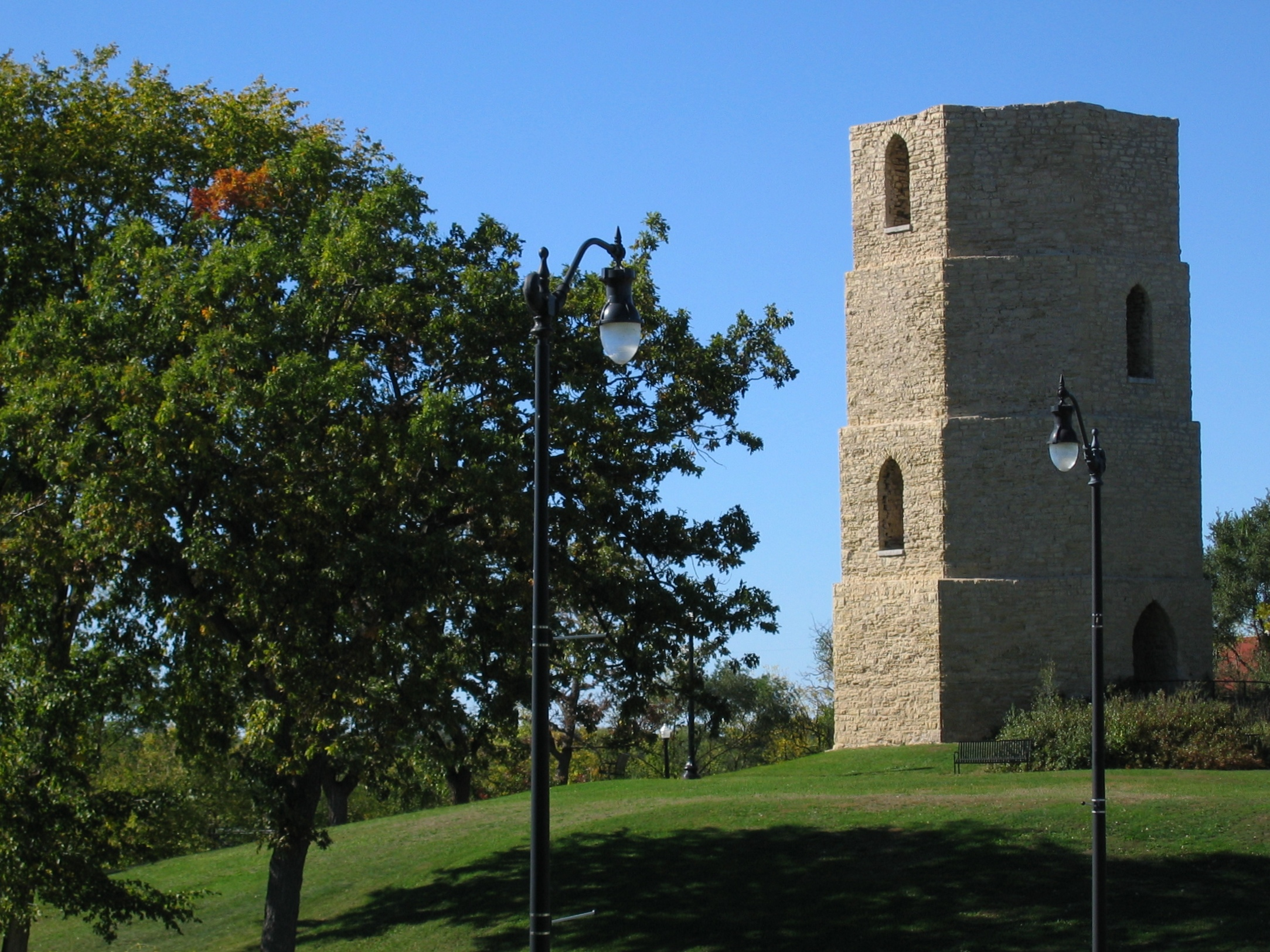
Beloit Water Tower, построенная в 1889 году
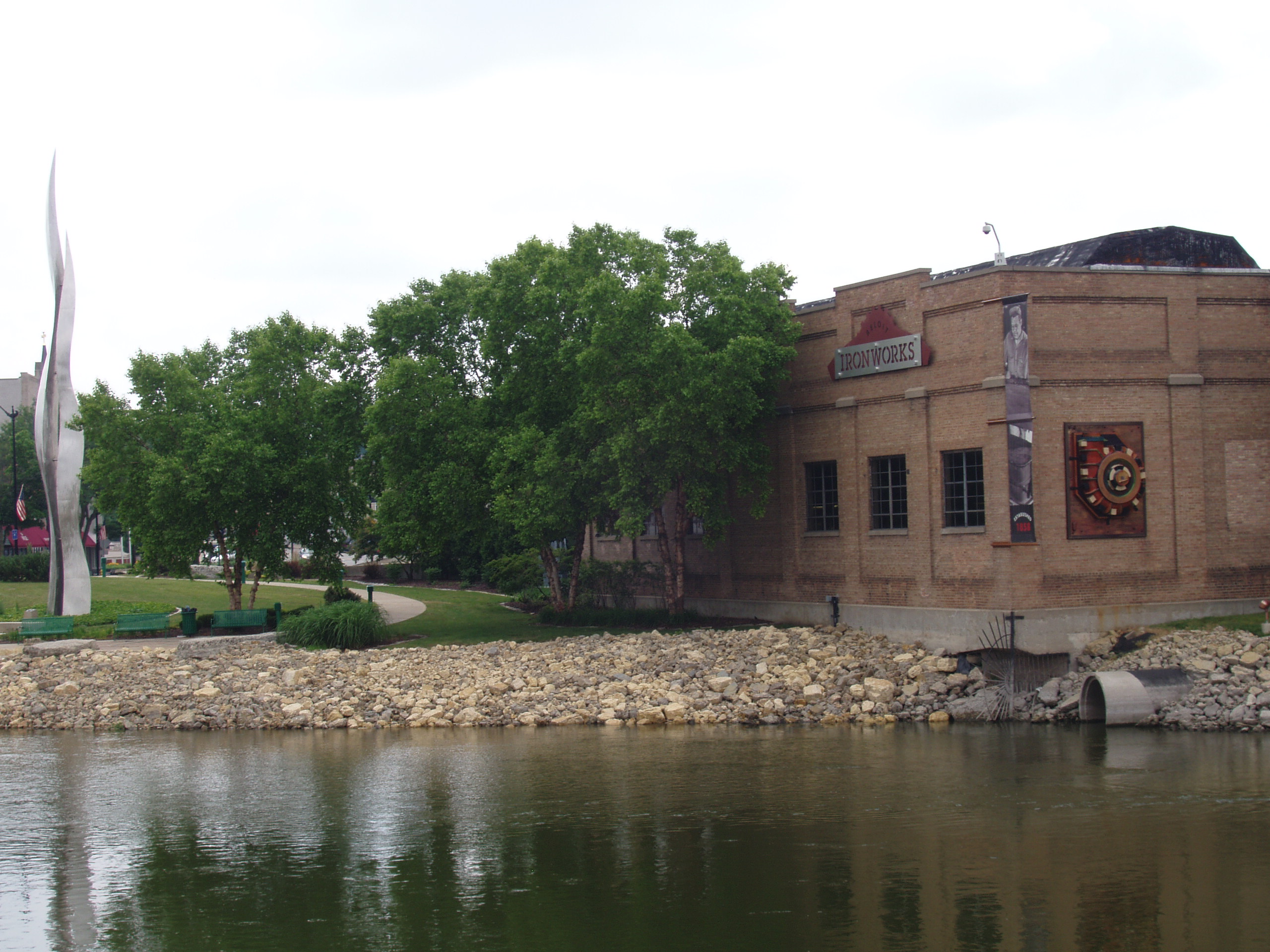
Beloit Ironworks, группа восстановленных промышленных зданий в центре города вдоль набережной
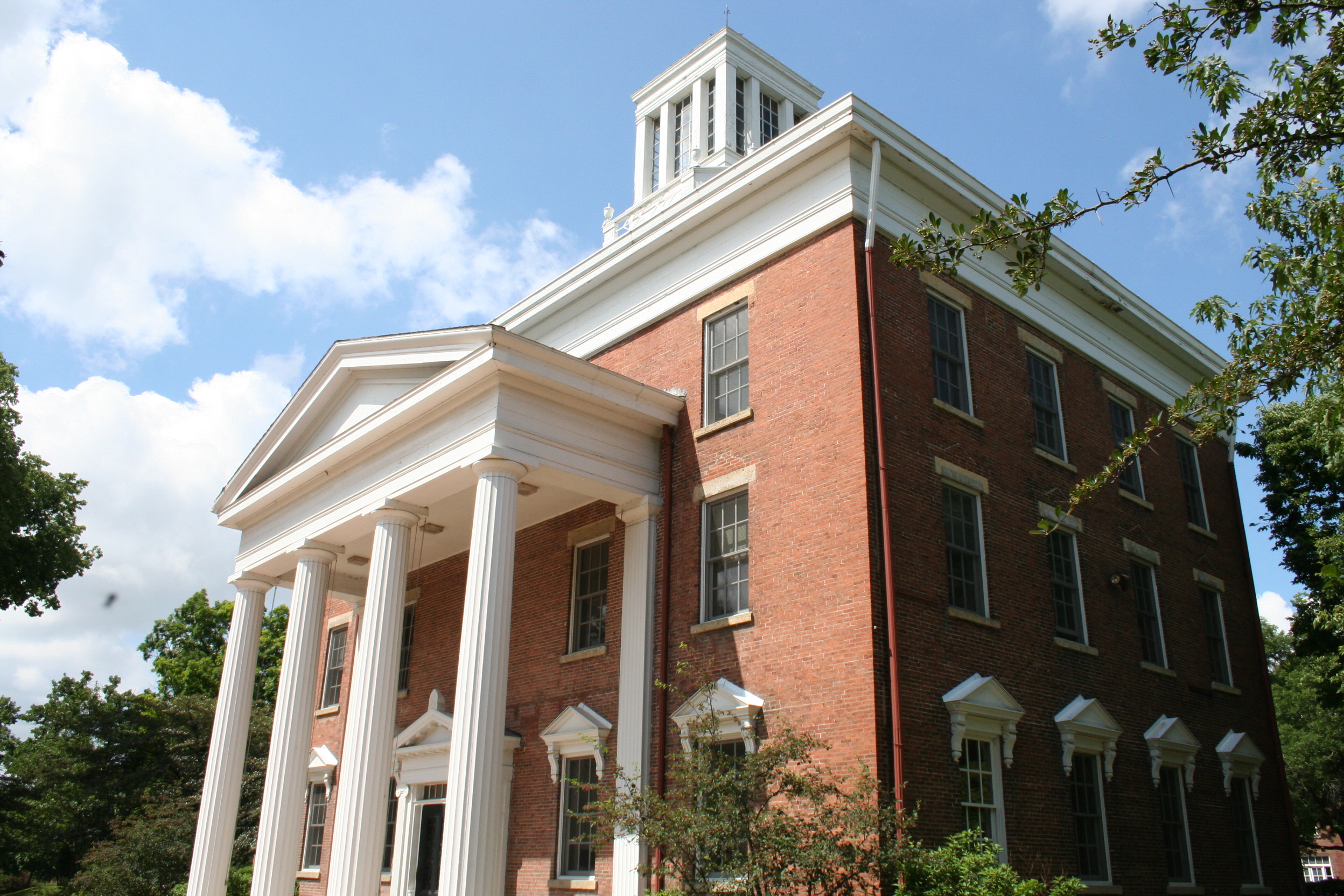
Middle College, кампус Beloit College, самое старое учебное здание в Висконсине из всё ещё используемых